# سروال شبكي

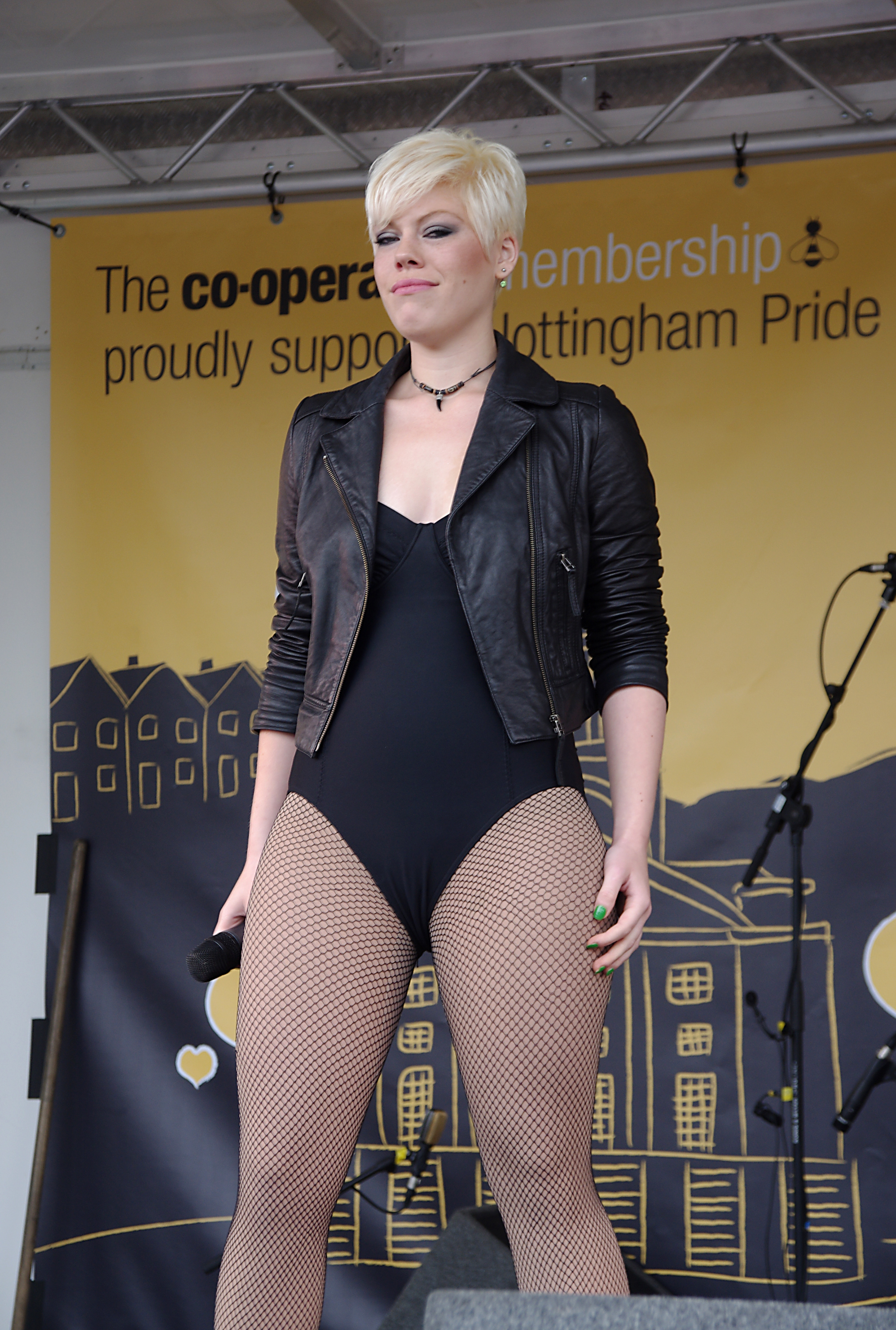
عارضة أزياء ترتدي الفشنت.

السروال الشبكي (بالإنجليزية: Fishnet) هو نوع من الملابس الداخلية النسائية تستعمله النساء الأمريكيات كثيرا وقد انتقل إلى بقية دول العالم خصوصا كوريا واليابان.

## منتقدوه
يرى الكثير من منتقديه أنه يظهر المرأة سلعة جنسية وذلك لاظهاره مفاتنها ويسبب لها المعاكسة والتحرش في الأماكن العامة لكن البعض يراه موضة لا أكثر.

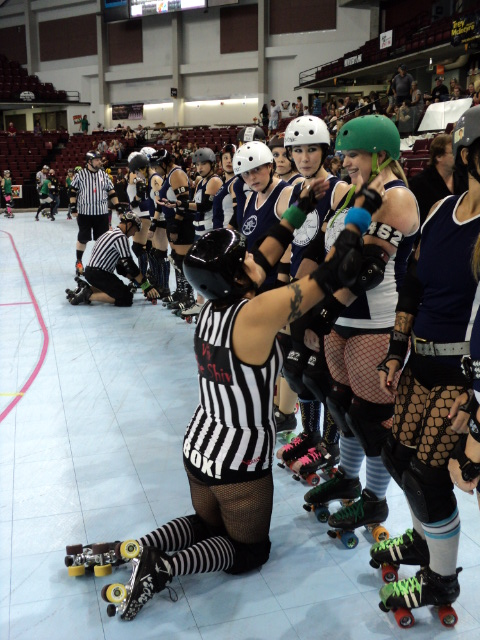
لاعبات هوكي يرتدين الفشنت في كندا.